# Riheu (Fahisoi)
Riheu ist eine osttimoresische Siedlung im Suco Fahisoi (Verwaltungsamt Remexio, Gemeinde Aileu) in Osttimor.

## Geographie und Einrichtungen
Die Siedlung (Bairo) Riheu liegt im Südwesten der Aldeia Mautoba, auf einer Meereshöhe von 1321 m. Der Ort befindet sich an der Überlandstraße, die die Landeshauptstadt Dili im Norden mit Namolesso im Süden verbindet. An ihr liegen die Nachbarorte Riheus: Mautoba im Nordosten und Aitoi im Südwesten. Südöstlich verläuft der Tatamailiu. Beide Flüsse sind Teil des Systems des Nördlichen Laclós.